# Mahi (Sprache)
Mahi (auch: Maxi, Maxi-Gbe, Gbe, Maxi) ist die Sprache der Mahi.
Die Mahi leben vorwiegend in Benin und Togo. Insgesamt wird die Zahl der Sprecher auf ca. 91.300 geschätzt. Im Benin sprechen Mahi ca. 66.000 (Johnson) Menschen, in Togo ca. 25.300 (1991).
Im Benin leben die Mahi-Sprecher vorwiegend im Süden des Landes im Département Collines in den Subpräfekturen Dassa-Zoume, Savalou, Bante, Glazoue und Ouessi. In Togo leben sie vorwiegend in einigen sprachlich isolierten Gemeinschaften im südlichen Teil der Region Centrale und im nordwestlichen Teil der Region Plateaux sowie im Süden von Atakpamé, der Hauptstadt der Plateaux-Region.
Mahi wird gut von den Sprechern des Fon verstanden. Sie gehört zu den Kwa-Sprachen.